# Шталаг 328

Stalag 328 (нім. Konzentrationslager der Standarte 328, Шталаг 328) — створений німецьким військовим командуванням табір для радянських військовополонених (пізніше поповнений військовополоненими і в'язнями з інших країн), що існував у 1941–1944 роках у Львові. Місце смерті близько 140 тисяч військовополонених.
У грудні 1942 року концтабір у львівській Цитаделі став одним з підтаборів «дисциплінарного табору» (нім. Straf-Kompagnie) «Шталаг 325» в Раві-Руській. Інші сателітні табори «Шталагу 325» перебували в Тернополі, Золочеві, Стрию, Звежінце, Теребовлі та Сколе.

## Територія
Вся висота, на якій розміщується львівська Цитадель, була обнесена колючим дротом в чотири ряди, між якими стояли вартові. На території, крім семи цегляних фортів, було ще 14 менших приміщень, обнесених колючим дротом у два ряди. Усередині території були обгороджені колючим дротом ділянки 100×200 м², в яких військовополонених утримували просто неба. На колишньому футбольному полі було побудовано три великих бараки.

## Сортування військовополонених

### Фільтрація: офіцери, комуністи, комсомольці, євреї
Кожна нова партія військовополонених при прибутті в табір допитувалася. Під час допиту нацисти відбирали командний армійський склад, членів комуністичної партії, комсомольців, а також військовослужбовців єврейської національності. Відібраних били і відразу садили в камери смертників, де протягом 17 діб приреченим не давали їсти. Військових євреїв розміщали в підвалах, потім знесилених виводили у двір табору, роздягали й розстрілювали, а їхні трупи спалювали на території табору. Для цієї мети було відведено спеціальне місце, яке посилено охороняла табірна поліція. Військовополонених також вивозили в закритих автомашинах у Лисиницький ліс для знищення.

### Українці
Німецька влада вважала обов'язковим відділення військовополонених української національності від інших полонених. Перед організаціями українських колабораціоністів постало завдання допомоги полоненим одягом і харчуванням. Наприкінці вересня 1941 року без будь-якого попередження від німецького командування надійшло розпорядження про звільнення всіх українців і 23 вересня 1941 року був звільнений 61 військовополонений українець; всі вони походили з околиць Львова. На торжестві були присутні — шеф уряду д-р Локзакер, який звернувся до полонених, яких мали звільнити, з промовою, від німецьких збройних сил — оберстлейтенант Генкер, шеф Уряду пропаганди Рестш, оберст Альфред Бізанц і багато офіцерів. Полоненим на дорогу видали продукти.
27 вересня о 7 годині ранку, вже в присутності самого губернатора Карла фон Ляша, представників німецької військової та цивільної адміністрації та делегатів Українського Червоного Хреста були звільнені 1500 полонених. Звільненим видали на дорогу їжу і вони полишили концтабір у напрямку Рогатин-Станиславів.
На той час в концтаборі вже вирували інфекційні хвороби, в тому числі тиф, і хворі колишні в'язні розносили захворювання, в результаті чого гинули і вони, і добровольці Українського Червоного Хреста.
У листопаді 1941 року влада припинила звільнення військовополонених.